# Lorenzo Milani
Lorenzo Milani (n. Florencia, 27 de mayo de 1923 - m. 26 de junio de 1967) fue un párroco italiano en la pequeña aldea de Barbiana. Ejerció de escritor y como pedagogo en  la escuela popular (scuola popolare) de Barbiana, abierta "doce horas al día, 365 días al año". Su actividad educativa con los niños pobres bajo su docencia dio lugar a varias cartas críticas: su obra, conjuntamente escrita con sus alumnos montañeses, "Carta a una maestra" desenmascaró el clasismo y la selectividad de la escuela obligatoria italiana; "Carta a los capellanes castrenses" y "Carta a los jueces" fueron epístolas públicas fruto de una reacción al "Comunicado de los capellanes militares licenciados de la región de la Toscana" y su posterior procesamiento judicial por la primera de ellas.

## Biografía

### Primeros años

#### Infancia
Lorenzo Carlo Domenico Milano Comparetti nació en Florencia el 27 de mayo de 1923; segundo hijo de una pareja perteneciente a la burguesía rica, laica y culta, Albano Milani y Alicia Weiss, precedido por su hermano Adriano y seguido por su hermana Elena. Su padre, Albano, era químico y un apasionado de la literatura que se dedicaba a gestionar las propiedades que tenía en Montespertoli, incluyendo una villa en el pueblo de Gigliola y el castillo de Montegufoni. Por otro lado, su madre, Alicia, procedía de una familia judía bohemia, que se había trasladado a Trieste a trabajar. Ambos se consideraban agnósticos y anticlericales, habían tenido un gran bagaje cultural y se relacionaban con otras familias de la alta cultura florentina: sus hijos vivieron una infancia envuelta en un clima extremadamente intenso desde un punto de vista intelectual.
En 1930, la Gran Depresión estadounidense de 1929 había arrastrado a Italia a la crisis económica y financiera, obligando a la familia a trasladarse a Milán, aunque el joven Lorenzo Milani tenía que alternar su estancia en la ciudad de Savona debido a problemas respiratorios que le obstaculizaban la vida en la urbe milanesa. Durante los siguientes años el régimen fascista fue consolidándose y, ante el creciente antisemitismo, sus padres decidieron casarse por la Iglesia Católica y bautizar tanto a él como a sus hermanos.

#### Adolescencia
La infancia de Milani, que se había caracterizado por un personalidad risueña e inteligente, convergió hacia un periodo no tan agradable como sus primeros años. Sus estudios en la escuela secundaria Liceo Clásico Berchet estuvieron marcados por un bajo rendimiento escolar, trifulcas con sus compañeros de clase y los profundos desacuerdos con su padre respecto a su futuro. Su impaciencia por alejarse del ambiente escolar le impulsó a intentar anticiparse a los cursos escolares que le quedaban, aunque su propósito no tuvo gran éxito. Cuando se gradúa en mayo de 1941, rechaza la intención de sus padres de matricularse en la universidad y manifiesta su deseo de ser pintor. Con este proyecto en mente, se presenta en el estudio del pintor alemán Hans-Joachim Staude en Florencia, quién será una figura clave no solo para el crecimiento artístico de Lorenzo, sino también para futura conversión al cristianismo. Para Milani, el pensamiento artístico de Staude, cuya idea central era «la necesidad de buscar siempre lo esencial, eliminar los detalles y simplificar, y ver las cosas como una unidad donde cada parte depende de las otras», se convertirá en un credo vital. En septiembre de 1941, Lorenzo Milani se inscribió en el curso de pintura en la  Academia de Bellas Artes de Brera, donde tuvo como maestros a Achille Funi y Eva Tea. Esta última tuvo un papel importante en suscitar en Milani un interés por el arte sagrado y la liturgia. Además, su habilidad para los idiomas llegó a ser notable: hablaba inglés, francés, alemán, español, latín y hebreo.

#### Juventud
En aquella etapa, Milani «se enamoró de una bella pelirroja conocida por Brera, se llamaba Tiziana. Lorenzo me mostró los retratos que le hizo», en palabras memoriales de su amigo Saverio Tutino. Aquella compañera de clase se llamaba Tiziana Fantini, y, aunque ya estaba comprometida sentimentalmente, disfrutaron durante bastante tiempo de su mutua compañía compartiendo la pasión por el arte y una actitud de oposición al régimen fascista. La confianza entre ambos hará de Tiziana una testigo privilegiada del cambio interno que ya estaba aconteciendo en las ideas de Milani; en 1942, le confesará en una iglesia: «Me convertiré en sacerdote». Mientras Lorenzo solo asistirá al primer año de la Academia, Tiziana Fantini terminará el curso y se convertirá en pintora por primera vez en Milán, y posteriormente en Trieste. Su vida sentimental, sin embargo, no se limitó a su relación de amistad con Tiziana. El florentino tuvo una intensa relación, de «casi noviazgo» según Neera Fallaci, con Carla Sborgi, tía de Pietro Ichino, cuyos padres apoyaron muchas de las iniciativas de Don Milani. Michele Ranchetti, historiadora de la Iglesia y psicoanalista, en una obra suya, testificó de la «herida» que Sborgi dijo haber arrastrado después de que Milani la abandonase para incorporarse al seminario; es posible que la conciencia por la tristeza de la mujer, llevase a Lorenzo Milani a querer retomar el contacto con ella en su lecho de muerte, 25 años más tarde, y presentando a su amada de la juventud a los alumnos de su humilde escuela.

### Conversión al cristianismo
Por otro lado, Milani potencia su interés en la liturgia, el cual queda firmemente respaldado durante un episodio en el verano de 1942. Durante unas vacaciones en una casa de campo en Montespertoli, se encuentra con un misal del que dice quedarse fascinado en una correspondencia con Oreste del Buono., quién había sido compañero suyo en el Liceo. La lectura de la misa le inspira de tal manera que hará del tema de esta el motivo del fresco de la capilla de Gigliola. Posteriormente, a su regreso a Milán, todavía estaba interesado en la liturgia, pero no sólo en la estética de esta, sino también en sus contenidos. Milani nunca explicitó de forma concisa las razones de su conversión integra al cristianismo, aunque, tanto su mentor pictórico, Hans-Joachim Staude, como su compañera de la Academia, Tiziana Fantini, comentaron que en aquellos años Milani se había sumergido en un proceso de investigación espiritual; y en la biografía de Neera Fallaci se rescata el siguiente pasaje escrito por el converso: 
«Y en esta religión hay entre muchas cosas, muy importantes, fundamentales, el Sacramento de la Confesión de los Pecados. Por esto, casi solo por esto, soy católico. Para aspirar continuamente el perdón de los pecados. Recibirlo y darlo».
Aunque ya había recibido la primera comunión en 1934 en la iglesia parroquial de San Pietro in Mercato, debido a las razones políticas de sus progenitores, no se produce una verdadera conversión hasta 1943, recibiendo el Sacramento de la Confirmación el 13 de junio del mismo año, de manos del cardenal Elia Dalla Costa. En esta disposición espiritual, el 9 de noviembre de 1943 Lorenzo Milani ingresa al seminario de Cestello en Oltrarno. Esta época se torna de dificultades inmediatamente; la Iglesia, la curia, no satisface gran parte de sus expectativas, y desde el principio empieza a cuestionarse el reglamento, la prudencia moral exigida o numerosas conductas y gestos que no se adecuaban a la inmediatez y sinceridad que él había testimoniado en el Evangelio. De nuevo, finalizada su etapa como seminarista, el cardenal Elia Dalla Costa ordena sacerdote a Lorenzo Milani el 13 de julio de 1947 en la Catedral de Florencia, y su primer destino asignado es uno de los escenarios de su infancia, en Montespertoli, como vicario auxiliar. Tras una breve estancia, Milani fue enviado a la parroquia de San Donato en Calenzano, hasta 1954. Allí escribirá sus Experiencias pastorales (1958) y participará en una escuela popular para la clase obrera. Finalmente, tras numerosos roces ideológicos y desacuerdos con la Curia fiorentina, esta última decide reasignar a Milani a una pequeña aldea de montaña perdida en la comuna de Vicchio, junto al valle de Mugello. Allí, en la parroquia de Barbiana, sin carretera, ni luz, ni agua corriente, ni teléfono, es donde ejerció de forma privada y libre de maestro hasta su muerte en 1967. Su voz se hizo oír fuera de Italia como ciudadano, maestro y cura. El filósofo alemán Erich Fromm quiso escribir su biografía, tras conocer su Carta a los jueces (1965) en defensa de la libertad de conciencia.

### Muerte
Los últimos años de vida de Milani estuvieron marcados, gradualmente, por un deterioro de su salud. Sus alumnos y familiares cercanos eran conscientes de esta realidad. Uno de sus pupilos, Mileno Fabbiani, recordaba como el Prior de Barbiana quería hacer partícipe a todos sus ragazzi de las placas de rayos X que su hermano, fisiatra de renombre, llevaba a la escuela, para luego explicar su linfogranuloma. Durante los últimos meses de su enfermedad quiso mostrar a sus alumnos qué era la muerte y cómo aprender a morir. Finalmente, fue trasladado a casa de su madre, donde murió el 26 de junio de 1967 debido a una acusación del linfoma de Hodgkin.

Lorenzo Milani está enterrado en un pequeño cementerio junto a la escuela de Barbiana, sepultado, por petición personal, en sotana y con las botas de montaña puestas. Su lápida está formada por una cruz y una piedra con una inscripción que reza: «Prior de Barbiana desde 1954». A su madre, que le reprochó el hecho de no haber aspirado a prelado de una comunidad eclesiástica, le dejó escrito la siguiente máxima:
«La felicità non dipende dalla ristrettezza del posto dove vivi».

«La felicidad no depende de la estrechez del lugar donde vivís».

## Su obra
Fue creador de un método pedagógico de educación muy distinta de los sistemas tradicionales, que se convirtió en todo un movimiento educativo laico a favor de los pobres y en contra del fracaso escolar. En España existe un movimiento de renovación pedagógica con el nombre de Movimiento de Educadores Milanianos (MEM o Grupo Milani).
En su libro Experiencias pastorales, Milani escribió lo siguiente:

Con frecuencia me preguntan los amigos cómo hago para llevar la escuela y cómo hago para tenerla llena. 
Insisten en que escriba un método, que les precise los programas, las materias, la técnica didáctica. 
Se equivocan de pregunta. No deberían preocuparse de cómo hay que hacer para dar escuela, sino de cómo hay que ser...¡No se puede explicar en dos palabras!...Hay que tener las ideas claras respecto a los problemas sociales y políticos. No hay que ser interclasista, sino que es preciso tomar partido. Hay que arder del ansia de elevar al pobre a un nivel superior. No digo ya a un nivel igual al del la actual clase dirigente. Sino superior: más humano, más espiritual, más cristiano, más todo.

 [Falta el número de página para hacer una citación correcta]
Escribió varios artículos y libros, como: "Lettera a una professoressa" (1967), traducido a muchísimos idiomas; en español "Carta a una Maestra" (PPC, Madrid 2008, 5ª ed.) o "Carta a una profesora" (en algunos países de Latinoamérica). Antes había publicado sus "Experiencias Pastorales" (Florencia 1958, BAC Madrid 2004) y en 1965 los documentos en defensa de la objeción de conciencia: "La obediencia ya no es una virtud" ("Dar la palabra a los pobres. Cartas de L. Milani", ACC Madrid 1995).
En 1968, un año después de su muerte, surgieron los milanianos cuya  misión es proponer un método pedagógico de educación diferencial, bajo una persprectiva cristiana y católica.
En 1997, treinta años después de su muerte, la RAI estrenó la miniserie Lorenzo Milani, Il priore di Barbiana, protagonizada por Sergio Castellito. Su figura y sus escritos - así como su epistolario privado - no han perdido actualidad en la pedagogía, en la prensa y en la cultura italianas. La 2 de Televisión Española retransmitió el documental francés Adiós Barbiana de Bernard Kleindienst.

## Lectura del papa Francisco
De la misión sacerdotal de Milani, el Papa Francisco afirmó acerca de su compromiso educativo:

«Su inquietud, sin embargo, no era fruto de la rebelión, sino del amor y de la ternura por sus chicos, que eran su rebaño, por el que sufría y luchaba para darle la dignidad que a veces se le negaba. La suya era una inquietud espiritual, alimentada por el amor a Cristo, al Evangelio, a la Iglesia, a la sociedad y a la escuela que soñaba cada vez más como “un hospital de campaña” para socorrer a los heridos, para recuperar a los marginados y a los descartados.»
Papa Francisco